# Hummertsried
Hummertsried ist ein Weiler bei Eberhardzell im Landkreis Biberach in Baden-Württemberg.

## Lage
Hummertsried liegt etwa 3 km südlich von Eberhardzell, circa 1 km nördlich von Ampfelbronn an der B 465 und rund 2,5 km nordwestlich von Unterschwarzach, ebenfalls an der B 465. Es befindet sich im Naturraum der Riß-Aitrach-Platten (Naturraum-Nr. 41), einem Teil der Großlandschaft Donau-Iller-Lech-Platte (Nr. 4).
Die Bodenlandschaft ist geprägt von Löss- und Lösslehmgebieten mit Braunerde-Parabraunerde sowie von Glazialsedimenten mit Parabraunerde aus rißzeitlichem Geschiebemergel. Am Westrand des Ortes fließt die Umlach, zu deren Gewässereinzugsgebiet Hummertsried gehört.

## Geschichte
Hummertsried, dessen Name sich von der Ersterwähnung als „Hunprechtisriet“ im Jahr 1246 ableitet, blickt auf eine wechselvolle Geschichte zurück. Der Ort, der bis 1803 eine Vereinödung erlebte, war Sitz eines Niederadelsgeschlechts.

### Herrschaft und Besitzverhältnisse
Der Niederadel von Hummertsried ist von 1246 bis 1436 belegt, wobei sich einige Familienmitglieder auch nach Köstenbach bei Tettnang benannten. Die unter österreichischer Hoheit stehende Herrschaft Hummertsried wechselte durch Erbschaft und Heirat nacheinander an die Familien von Stuben, von Stein, die Schindelin, von Rotenstein und Hinweil. Von letzteren gelangte die Herrschaft 1613 an das Kloster Ochsenhausen, welches 1619 auch die Hoch- und Blutgerichtsbarkeit erwarb. Hummertsried wurde mit seinen Parzellen Aspach und Klingelrain erst 1935 in die Gemeinde Mühlhausen eingegliedert.

### Burgen
Am südwestlichen Ortsrand befand sich eine abgegangene Burg, auch als Schlößle bekannt, von der bis Anfang des 17. Jahrhunderts Baureste erhalten waren. Diese Burg Hummertsried, deren Grundmauern und ein Burggraben erhalten sind, wies einen runden Bergfried mit einem Außendurchmesser von 7,00 m und einer Mauerstärke von 2,00 m auf und wurde bereits 1246 erwähnt. Ihre geografische Lage liegt etwa 300 m südwestlich der Kapelle (47.96555∘, 9.845341∘).
Unmittelbar östlich des Burgstalls wird eine weitere alte Burg vermutet (47.964922∘, 9.846946∘), die 1530 erwähnt wurde, von der jedoch heute nichts mehr erhalten ist.

## Kapelle St.-Nikolaus und St.-Agatha
Die katholische Kapelle St.-Nikolaus und St.-Agatha, in Hummertsried liebevoll ’s Käpelle genannt, wurde 1482 von Agathe von Stuben, einer Tochter der Elisabeth von Hummertsried, und ihrem Ehemann Claus Schindelin, einem Ravensburger Patrizier, gestiftet. Daher sind Nikolaus und Agatha die Patrone der Kapelle. Die Kapelle, die 1472 (bzw. 1482) erbaut wurde und 1742 eine Erneuerung erfuhr, könnte auf Fundamenten aus dem 14. Jahrhundert stehen.
Im Turm der Kapelle hängen eine spätbarocke Majuskelglocke von 1762 und eine zweite Glocke, die 1949 von den Einwohnern Hummertsrieds gestiftet wurde.

## Biotope
Im Nordosten grenzt das am 23. November 1992 erfasste Biotop Märzenbecher-Hangwald nördlich Hummertsried (1,2113 ha) an. Dieses Naturdenkmal ist ein linienförmiges, geophytenreiches Feldgehölz an vorwiegend nordwestlich exponierten Böschungen zwischen Wiesen und teilweise Viehweiden. Eine kleine Nagelfluhbank ist am nordöstlichen Karteneintrag anstehend. Das Biotop wird als Gebiet mit ökologischer Ausgleichsfunktion bewertet und beherbergt den größten Märzenbecherbestand der Umgebung. Es stellt den nördlichsten Bestand des Oberlandareals und somit dessen Verbreitungsgrenze nach Norden dar, zudem ist es der einzige Fundort des Märzenbechers im Bereich der Topographischen Karte 1:25.000.

### Biotope am südlichen Ortsrand
Am südlichen Ortsrand befinden sich weitere Biotope, die ebenfalls am 23. November 1992 erfasst wurden.
Das Hecken und Feldgehölz SW Hummertsried (0,2644 ha) gliedert sich in drei Teilflächen: eine teilweise in Viehweide stockende Baumhecke mit deutlicher Gliederung in Baum- und Strauchschicht, ein Feldgehölz inmitten einer Viehweide auf den Resten einer ehemaligen Burg sowie eine Haselhochhecke an einem Teersträßchen. Dieses Biotop erfüllt wichtige Funktionen im Biotopverbund, der Gliederung der Landschaft und für das Landschaftsbild.
Der Naturnahe Bachlauf SW Hummertsried (0,1269 ha) ist ein schnellfließender Bach mit teilweise größerem Gefälle, der vom Schlossweiher im Südosten gespeist wird. Der Bachlauf wird entlang der Böschung zu einem Feldweg von einem meist einseitigen, linienhaften Feldgehölz begleitet.
Der Schloßweiher bei Hummertsried ist ein großer Teich mit relativ steilen Ufern und Fischbesatz, der direkt an ein geteertes Sträßchen Richtung B 465 angrenzt. Im Bereich des Weihers findet sich zudem die stark gefährdete Reif-Weide (Salix daphnoides Vill.), die auf der Roten Liste steht. Der Teich weist zudem flächige Rohrkolbenröhrichte und dichte Unterwasservegetation auf.

## Vereine
Hummertsried verfügt über ein aktives Vereinsleben, das das Dorfleben prägt:
- Der Brauchtumsverein Hummertsrieder Fasnet e.V.
- Der Fanfarenzug Graf Humbrecht Hummertsried e. V.
- Die Schützengesellschaft Hummertsried 1855 e.V., hat ihr Vereinsheim in der Fischbacher Straße 41 in Eberhardzell.

## Infrastruktur

### Verkehrsanbindung
Hummertsried ist über mehrere Straßen angebunden. Die Kreisstraße K 7573 führt nach Süden zur B 465 bei Ampfelbronn und nach Nord-Osten in Richtung Füramoos. Die Kreisstraße K 7567 verläuft nordöstlich über Ritzenweiler nach Eberhardzell. Ergänzend gibt es Gemeindeverbindungswege, die Hummertsried mit Rettisweiler und weiter nach Eggmannsried sowie mit Wolfahrtsweiler verbinden.
Der Ort selbst liegt nicht direkt am Radnetz Baden-Württemberg, der nächste Anschluss befindet sich beim Weiler Schadhaus, etwa 500 Meter südöstlich von Hummertsried.

### Sonstige Einrichtungen
Im nördlichen Teil des Baugebiets Perez in Hummertsried befindet sich der Wasserspielplatz Perez.